# ميكيلا جيرغ
ميكيلا جيرغ (بالألمانية: Michaela Gerg)‏ (و. 1965  م) هي متزحلقة ألمانية، ولدت في باد تولتس، هي عضوةٌ الحزب الديمقراطي الاجتماعي النمساوي، شاركت في الألعاب الأولمبية الشتوية 1992، والألعاب الأولمبية الشتوية 1988.

## روابط خارجية
- ميكيلا جيرغ على موقع الاتحاد الدولي للتزلج (التزلج على المنحدرات الثلجية) (الإنجليزية)
- ميكيلا جيرغ على موقع اللجنة الأولمبية الدولية (الإنجليزية)
- ميكيلا جيرغ على موقع أوليمبيديا (الإنجليزية)